# Moulin Callières di Jasmin

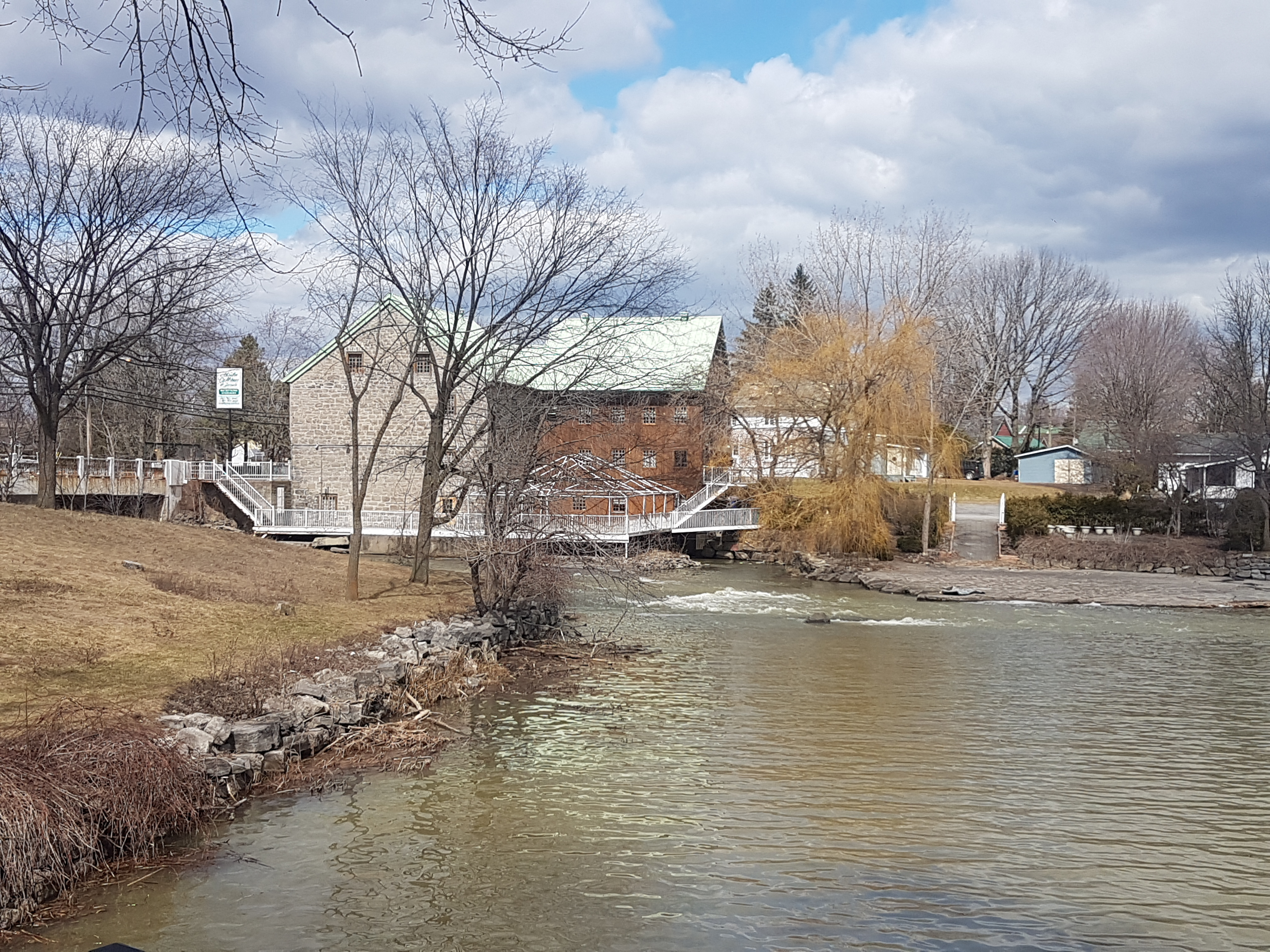
Vue latérale du moulin, aux abords de la rivière Delisle.

Le moulin Callières di Jasmin, aussi connu sous le nom du Vieux Moulin, est l'un des derniers moulins à eau du Québec au Canada. Il est situé à Coteau-du-Lac dans la région administrative de la Montérégie, aux abords de la rivière Delisle.

## Identification
- Nom du bâtiment : Moulin Callières di Jasmin
- Autre nom : Vieux Moulin
- Adresse civique : 308, chemin du Fleuve
- Municipalité : Coteau-du-Lac
- Propriété : Guy Jasmin

## Construction
- Date de construction : 1750
- Nom du constructeur :
- Nom du propriétaire initial : Guy Jasmin

## Chronologie
- Évolution du bâtiment :
- Autres occupants ou propriétaires marquants :
- Transformations majeures :

## Mise en valeur
- Constat de mise en valeur :
- Site d'origine : Oui
- Constat sommaire d'intégrité :
- Responsable :

## Note
Le plan de cet article a été tiré du Grand répertoire du patrimoine bâti de Montréal et de l'Inventaire des lieux de mémoire de la Nouvelle-France.